# 2012 (It Ain't the End)
2012 (It Ain't the End) è un brano musicale del cantante R&B Jay Sean, estratto come singolo dal suo quarto album, Hit the Lights. Il brano figura la partecipazione della rapper trinidadiana Nicki Minaj ed è stato prodotto da J-Remy and Bobby Bass. Il brano è stato reso disponibile per l'airplay radio (elettronica)fonico negli Stati Uniti e per il download digitale il 3 agosto 2010.

## Video musicale
Il video musicale prodotto per 2012 (It Ain't the End) è stato diretto da Erik White e girato a Los Angeles il 19 luglio 2010. Il video è stato presentato il 24 agosto 2010 su VEVO. Oltre a Jay Sean e Nicki Minaj, fanno una apparizione cameo anche l'ex-Spice Girl Melanie Brown, Birdman, lo scrittore Jared Cotter, i produttori J-Remy e Bobby Bass, e Thara.

## Tracce
Download digitale
1. 2012 (It Ain't the End) (feat. Nicki Minaj) – 3:42

CD
1. 2012 (It Ain't the End) (feat. Nicki Minaj) – 3:42
2. 2012 (It Ain't the End) – 3:08
3. 2012 (It Ain't the End) (Instrumental) – 3:42
4. 2012 (It Ain't the End) (Instrumental with Hook) – 3:42

## Classifiche
| Classifica (2010)   | Posizione massima |
| ------------------- | ----------------- |
| Australia           | 40                |
| Canada              | 46                |
| Nuova Zelanda       | 18                |
| Billboard Hot 100   | 41                |
| Billboard Pop Songs | 28                |